# On the Sunny Side (Paul Quinichette)
On the Sunny Side è un album del sassofonista jazz statunitense Paul Quinichette, pubblicato dalla Prestige Records (in Gran Bretagna fu pubblicato dalla Esquire Records) nell'ottobre del 1957.
La registrazione del disco fu effettuata il 10 maggio 1957 negli studi di Rudy Van Gelder di Hackensack, New Jersey (Stati Uniti).
La ristampa su CD, pubblicata nel 1996 contiene un brano bonus. 

## Tracce
Lato A
1. Blue Dots – 7:54 (Mal Waldron)
2. Circles – 11:50 (Mal Waldron)

Durata totale: 19:44
Lato B
1. On the Sunny Side of the Street – 5:44 (Dorothy Fields, Jimmy McHugh)
2. Cool-Lypso – 19:08 (Mal Waldron)

Durata totale: 24:52
Edizione CD del 1996, pubblicato dalla Original Jazz Classics Records (OJCCD-076-2)
1. Blue Dots – 7:54 (Mal Waldron)
2. Circles – 11:50 (Mal Waldron)
3. On the Sunny Side of the Street – 5:44 (Dorothy Fields, Jimmy McHugh)
4. Cool-Lypso – 19:08 (Mal Waldron)
5. My Funny Valentine – 7:24 (Lorenz Hart, Richard Rodgers) – Bonus Track

Durata totale: 52:00

## Musicisti
- Paul Quinichette - sassofono tenore
- John Jenkins - sassofono alto (brani: Blue Dots, On the Sunny Side of the Street, Cool-Lypso e My Funny Valentine)
- Sonny Red (Sylvester Kyner) - sassofono alto (brani: Blue Dots, Circles, Cool-Lypso e My Funny Valentine)
- Curtis Fuller - trombone (brani: Blue Dots, Circles, Cool-Lypso e My Funny Valentine)
- Mal Waldron - pianoforte
- Doug Watkins - contrabbasso
- Ed Thigpen - batteria